# Oregon Bach Festival
Az Oregon Bach Festival Johann Sebastian Bach műveit bemutató, évente, június végén és július elején megrendezett komolyzenei fesztivál az Amerikai Egyesült Államok Oregon államának Eugene városában. Az eseménysorozatot szponzorok támogatásával az Oregoni Egyetem rendezi meg.
A programsorozaton Bachtól független előadók (például Bobby McFerrin vagy Garrison Keilor) műveit is bemutatják. Elsődlegesen kórus-zenekari darabokat adnak elő.
A The Wall Street Journal a világ egyik vezető fesztiváljának nevezte.

## Története
1970-ben alapította Helmuth Rilling német karmester, az Amerikai Kórusigazgatók Szövetségének egykori vezetője, valamint Royce Saltzman, az Oregoni Egyetem oktatója. Kezdetben egyetemi előadások és koncertek formájában valósult meg, de az évtized végére zenekari fellépéseket tartottak. Ugyan nevét Bachról kapta, tematikája hamar kibővült. A zenekar 2008-ban, Bach születésének háromszázadik évfordulóján a Hollyoowd Bowlban lépett fel. Rilling a világon több zeneakadémiát (például Internationale Bachakademie Stuttgart) alapított.
A rendezvény életében fontos szerepet töltött be Jeffrey Kahane zongorista és Robert Levin zenetudós. 2009–2010-ben a zenekar vezetője Monica Huggett volt. Thomas Quasthoff bariton 1995 óta többször is fellépett a rendezvényen.

### A 21. században
Royce Saltzmann utódja 2007-ben a Benjamin Britten-ösztöndíjas John Evans, a BBC egykori producere lett. A fesztiválhelyszínek bővültek, már Portlandben és Bendben is tartottak előadásokat, emellett más programsorozatokkal (például Oregon Shakespeare Festival) is együttműködtek. Az adománygyűjtés során tízmillió dollárt szereztek.
A 2010. évi volt a fesztivál negyvenedik évfordulós eseménye. Phyllis és Andy Berwick 2014-ben 7,25 millió dollárt adományoztak a fesztiválnak, 2017 októberében pedig a Berwick Hall lett az első állandó rendezvényhelyszín.

## Bemutatók
- Felix Mendelssohn Bartholdy: Die beiden Neffen (az újra felfedezett kézirat bemutatója)[10][11]
- Stephen Paulus: Symphony for Strings (világpremier)[12]
- Arvo Pärt: Litany (világpremier)[13]
- Osvaldo Golijov: Oceana (világpremier)[14]
- Krzysztof Penderecki: Credo (világpremier)[15]
- Tan Tun: Water Passion (amerikai bemutató)[16]
- Sven-David Sandström: Messiás (világpremier)[17]
- James MacMillan: A European Requiem (világpremier)
- Kim André Arnesen: Falling into Mercy (világpremier)
- Philip Glass: Piano Concerto No. 3 (regionális bemutató)
- Richard Danielpour: The Passion of Yeshua (világpremier)

A fesztivál 1990 óta 12 kereskedelmi felvételben is közreműködött. Penderecki Credója 2001-ben a legjobb kórusért járó Grammy-díjat nyert.

## Fordítás
- Ez a szócikk részben vagy egészben  az   Oregon Bach Festival című angol Wikipédia-szócikk ezen változatának fordításán alapul.  Az eredeti cikk szerkesztőit annak laptörténete sorolja fel. Ez a jelzés csupán a megfogalmazás eredetét és a szerzői jogokat jelzi, nem szolgál a cikkben szereplő információk forrásmegjelöléseként.